# Невская губа
Не́вская губа́ (иное название — Марки́зова лу́жа) — восточная часть Финского залива. В вершину Невской губы несколькими рукавами впадает река Нева. В дельте Невы находится город Санкт-Петербург.

## География
Невская губа ограничена на востоке песчаным баром реки Нева, на западе линией Лисий Нос — Кронштадт — Ломоносов, на севере — заказником «Северное побережье Невской губы». Площадь водного зеркала до создания Комплекса защитных сооружений Санкт-Петербурга от наводнений принималась равной 329 км². Дно преимущественно песчаное и плоское.
С остальной частью Финского залива Невская губа сообщалась через два пролива у острова Котлин, именуемых Северными и Южными Воротами. Ширина Северных Ворот 9—10 км, Южных — 5—7 км. В современном состоянии Невская губа отделена от Финского залива по линии Горская — Кронштадт — Бронка комплексом дамб защитных сооружений Санкт-Петербурга от наводнений и является изолированным проточным водоёмом.
Если линию защитных сооружений принять за современную западную границу Невской губы, то площадь водного зеркала при уровне, близком к ординару, составит 380 км², объём водной массы 1,2 км³. Длина Невской губы в указанных границах с запада на восток 21 км, наибольшая ширина 15 км. Средняя естественная глубина губы около 3,0 м.
На подходах к Комплексу защитных сооружений (с востока и с запада) имеются многочисленные естественные и искусственные преграды. Как сам Комплекс защитных сооружений, так и преграды на подходах к ней затрудняют водообмен между Невской губой и солоноватыми водами Финского залива, препятствуют вторжению ветровых волн из залива в губу.
В Южных Воротах трасса Комплекса защитных сооружений проходит по западному краю Ломоносовской отмели. Судопропускное отверстие в Южных Воротах имеет ширину 200 м и среднюю глубину около 16,0 м.
Для прохода судов в Невской губе установлены фарватеры и каналы:
- Морской канал (от острова Котлин до устья реки Большая Нева), предназначен для судов с осадкой не более 11 метров, длиной не более 320 метров и шириной не более 42 метров;
- Корабельный канал (начинается от входного буя 59°56′36″ с. ш. 30°06′36″ в. д.HGЯO), до устья реки Большая Нева, предназначен для судов с осадкой не более 3,5 метров;
- Петровский канал (начинается от входного светящего буя № 2 с левой стороны (59°57′ с. ш. 30°09′ в. д.HGЯO), ведет в реку Малую Неву), предназначен для судов с осадкой не более 4,2 метра;
- Фарватер № 11, ведущий от Петровского канала в Петродворцовую гавань;
- Ломоносовский канал (фарватер № 7), ведущий в Ломоносовскую гавань;
- Лахтинский канал, ведущий в Лахтинскую гавань;
- Подходной канал к гавани посёлка Стрельна;
- Канал грузового района Бронка;
- Канал, ведущий в гавань базы Литке;
- Канал базы Горская.

## Климат
| Показатель              | Янв. | Фев. | Март | Апр. | Май  | Июнь | Июль | Авг. | Сен. | Окт. | Нояб. | Дек. | Год  |
| ----------------------- | ---- | ---- | ---- | ---- | ---- | ---- | ---- | ---- | ---- | ---- | ----- | ---- | ---- |
| Абсолютный максимум, °C | 0,4  | 0,3  | 1,7  | 19,5 | 27,0 | 29,3 | 30,8 | 29,3 | 26,1 | 14,4 | 7,2   | 4,9  | 30,8 |
| Средняя температура, °C | 0,0  | 0,0  | 0,1  | 2,1  | 11,8 | 17,5 | 20,1 | 18,2 | 12,3 | 6,0  | 1,4   | 0,2  | 7,5  |
| Абсолютный минимум, °C  | 0,0  | 0,0  | 0,0  | 0,0  | 0,2  | 7,3  | 10,5 | 1,9  | 2,9  | 0,0  | 0,0   | −0,1 | −0,1 |

## Ледовый режим
Первые ледовые явления в виде шуги и сала появляются обычно в середине ноября. Полностью губа замерзает к концу декабря. Процесс установления полного ледового покрова, в зависимости от различных причин, длится от 2—3 дней при морозной безветренной погоде, до месяца при слабоморозной и ветреной. При обычных условиях к концу зимы лёд достигает толщины 30—70 см и 10—20 см на фарватерах. В особенно холодные зимы толщина льда доходит до 80—100 см в прибрежных, 60—80 см в центральных районах губы и 20—30 см на фарватерах. Вскрытие льда начинается примерно 20 апреля, и водоём полностью очищается ото льда 28—30 апреля. Разрушение ледяного покрова начинается с появления сквозных трещин во льду и промоин на фарватерах невских баров. Вскрытие льда идёт в направлении с востока на запад и от центра к берегам.

## Судоходство

### Управление
Восточная часть Финского залива к востоку от 29°19′30″ в. д. и к югу от 60°6′42″ с. ш. является зоной действия системы управления движением судов (СУДС) морского торгового порта Санкт-Петербург. Ни одно судно или корабль не имеют права без разрешения СУДС войти в её зону действия.
Управление движением судов СУДС осуществляет:
- по радио на ультракоротких волнах (УКВ), канал вызова и рабочий канал 9, позывной «Петербург радио-17», резервный канал 67.
- по радио на УКВ, каналы вызова 9, 12, 16, позывной «Петродворец радио-9», рабочий канал 12, резервные каналы 73, 67, 30.

В Невской губе действуют МППСС-72. Разграничительными линиями между зонами действия МППСС-72 и Правил плавания по внутренним водным путям Российской Федерации и Местных правил плавания по судоходным путям Северо-Западного бассейна являются:
- на реке Большая Нева — нижняя кромка Благовещенского моста;
- на реке Малая Нева — нижняя кромка Тучкова моста;
- на реке Малая Невка — нижняя кромка Большого Петровского моста;
- на реках Средняя Невка и Большая Невка — меридиан западной оконечности Крестовского острова (30°12′55″ в. д.).

### Спасательные службы
Морской спасательно-координационный центр «Санкт-Петербург» (МСКЦ «СПб») осуществляет организацию и координацию действий спасательных служб федеральных органов исполнительной власти РФ и иностранных государств для оказания помощи судам, терпящим бедствие в восточной части Финского залива, а также при поиске и спасании людей, терпящих бедствие на море.
Связь с МСКЦ «СПб» осуществляется:
- на УКВ, канал 16, позывной «Петербург СКЦ», рабочий канал 71, резервные каналы: 24, 26 и 27;
- на 70 канале (цифровой избирательный вызов) MMSI 002733700;
- по телефонам: +7(812) 327- 41-46; 327-41-47; 259-89-95;
- факс: +7 (812) 327-41-46;
- телекс: 121512 RCC.RU;
- телефон INMARSAT MINI M: 761319893;
- E-mail: mrcc@mail.pasp.ru.

## Маркизова лужа
Ироничное название Невской губы — Маркизова лужа возникло в первой трети XIX века в среде офицеров Балтийского флота. Происходит от титула тогдашнего морского министра России маркиза И. И. де Траверсе, при котором почти прекратились дальние морские походы, а плавания осуществлялись не дальше Кронштадта.